# De l'espace et du temps
De l'espace et du temps (titre original : Understanding Space and Time) est un roman court de science-fiction écrit par Alastair Reynolds, paru en 2005 puis traduit en français et publié aux éditions Le Bélial' en 2024.

## Résumé
John Renfrew est un astronaute vivant sur une colonie humaine installée sur la planète Mars, près de Pavonis Mons, en 2038. Durant son séjour, un virus militarisé décime la population terrienne ainsi que celle de sa base, sur laquelle il devient le dernier survivant, échappant à la mort sans savoir pourquoi. L'apparition numérique journalière d'un pianiste semblant être le double digital d'Elton John l'aide à ne pas sombrer dans le désespoir et la folie.
Au bout de quelques mois, l'approche puis la chute d'un objet céleste sur Mars lui redonne espoir mais John découvre qu'il s'agit un petit vaisseau non habité envoyé peu de temps avant que l'humanité ne disparaisse. À nouveau désespéré, il est victime d'un accident mortel lors du retour vers la base.
Il se réveille ensuite dans la base, sans n'avoir aucune trace sur son corps ni sur ses vêtements de l'accident dont pourtant il se souvient très bien. Il découvre ensuite que des extraterrestres se trouvent sur Mars. Un de leurs représentants lui explique alors ce qui s'est passé avant son réveil. Ces extraterrestres se nomment les Bienveillants ; ils ont capté les ondes radios émanant de la Terre dès que les êtres humains ont été capables de les envoyer et ils se sont dirigés vers leur source d'émission, ce qui leur a pris environ quatre siècles. Ils ont trouvé la Terre vide des occupants à l'origine des ondes radios mais, sur Mars, ils ont trouvé le corps desséché de John, près de trois siècles après son décès. Ils ont été capables de le regénérer et de lui rendre vie, en l'améliorant.
Après des années de vie sur Mars, les Bienveillants proposent à John de l'améliorer encore et ce dernier choisit de posséder de nouvelles capacités mentales afin d'appréhender les mystères du temps et de l'espace. Une quête de savoir commence alors et qui va s'étaler sur des millions d'années, avec de nombreuses améliorations du corps de John qui va grandir jusqu'à être sur le point de devenir un trou noir. Son dernier choix est de séparer son être en deux, une partie devenant un trou noir et étant destinée à mourir, la deuxième revenant à l'état d'être humain tout en perdant le savoir accumulé pendant ces millions d'années mais en gardant le souvenir d'avoir possédé ses connaissances.